# Tarnos
Tarnos is een gemeente in het Franse departement Landes (regio Nouvelle-Aquitaine). De gemeente telde 12.900 inwoners op 1 januari 2022. De plaats maakt deel uit van het arrondissement Dax.
Tarnos ligt aan de monding van de Adour, tegenover Bayonne. De gemeente heeft een industrieel verleden.

## Geschiedenis
In de 13e eeuw bestond de parochie Saint-Vincent in Tarnos. Bij de kerk hoorde een hospitaal van de Orde van Malta voor de opvang van pelgrims naar Santiago de Compostella. Tot de 16e eeuw stroomde de Adour noordwaarts door de gemeente langs de kustlijn om bij Capbreton en Vieux-Boucau in zee uit te monden. In 1578 werd de loop van de rivier veranderd door grote werken geleid door ingenieur Louis de Foix. Inwoners van Tarnos voeren op schepen die vertrokken uit de haven van Bayonne, maar tot de Franse Revolutie leefde het merendeel van de bevolking van de landbouw. In de gemeente lagen verschillende kleine gehuchten: Ordozon, Garros, Romatet, Estiey en Boucau.
In de 19e eeuw kwam er industrie in de gemeente met als voornaamste de Forges de l'Adour vanaf 1883. In 1857 kwam de spoorweg. Boucau en Romatet werden van Tarnos losgemaakt en vormden de zelfstandige gemeente Boucau. Er kwamen speciale arbeiderswijken rond de fabrieken met een eigen kerk. Tarnos werd een linkse gemeente en in de staalfabriek vonden geregeld stakingen plaats. In 1939 werd de communistische burgemeester van Tarnos, Joseph Biarrotte, afgezet en in 1942 naar Buchenwald gestuurd.
In 1962 sloot de Forges de l'Adour en werd gezocht naar reconversie met de aanleg van een nieuwe industriezone. Daarnaast won ook het toerisme aan belang met vakantiekolonies voor jongeren.

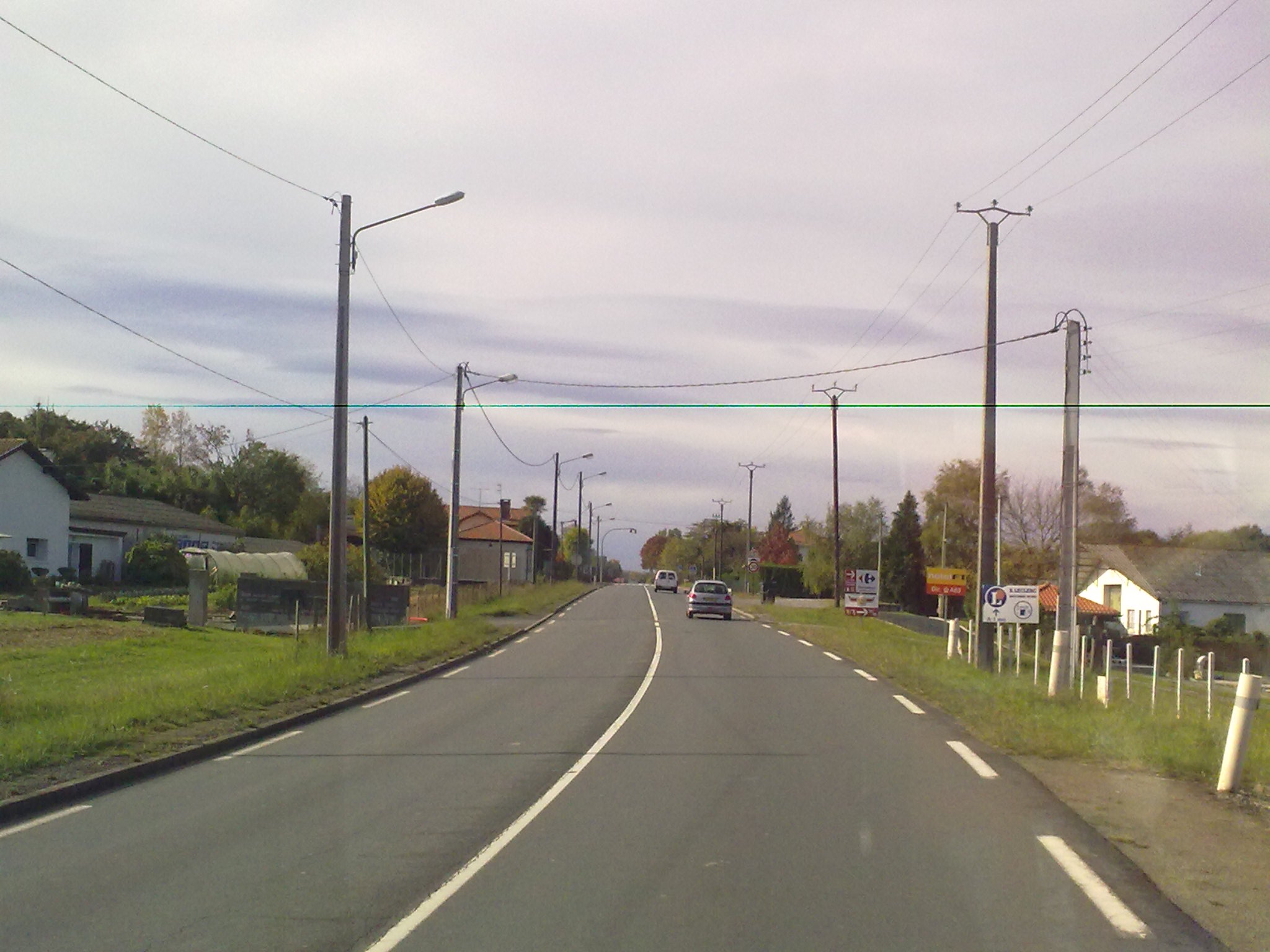
Tarnos
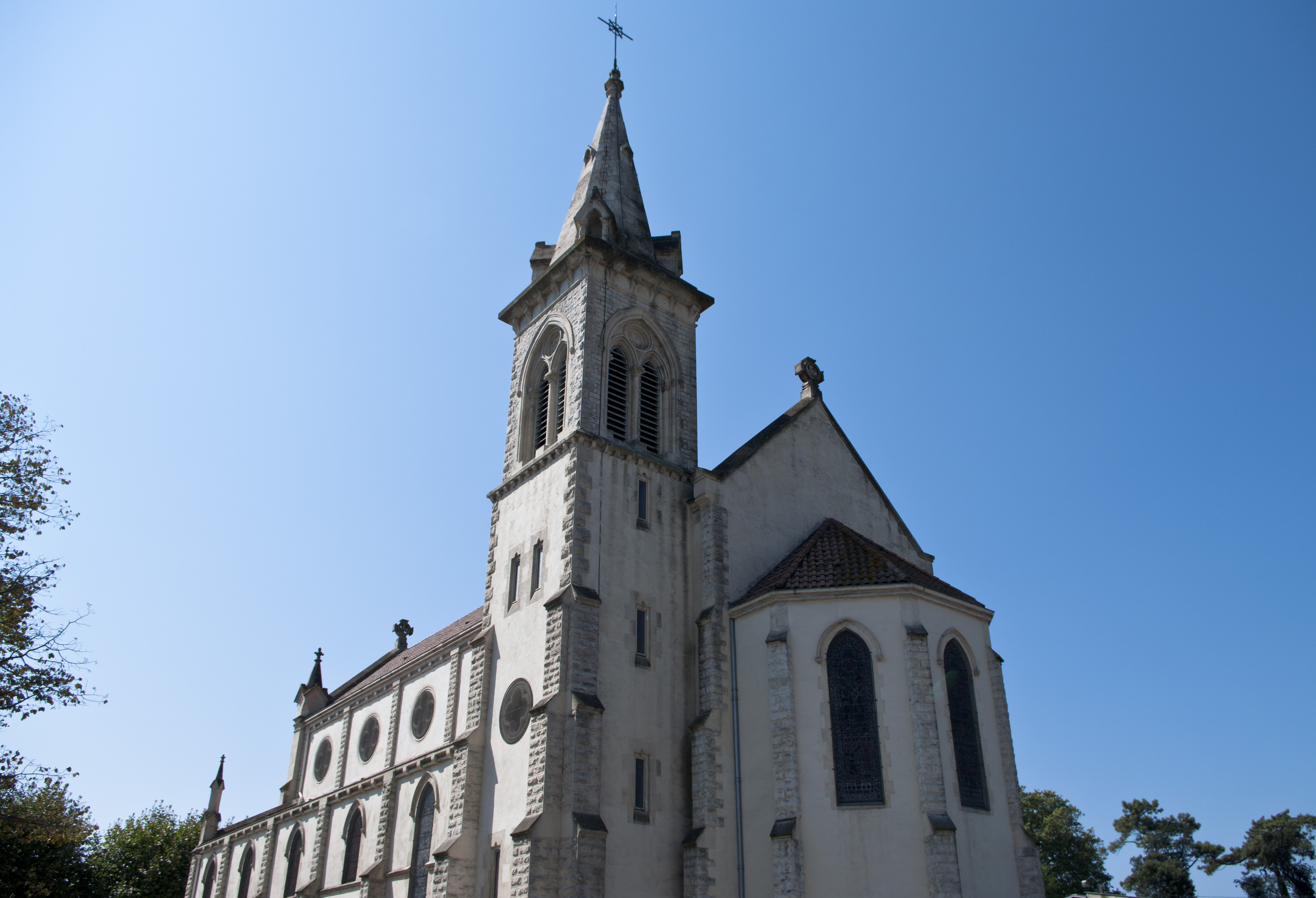
Kerk van Tarnos

## Geografie
De oppervlakte van Tarnos bedroeg op 1 januari 2022 26,26 vierkante kilometer; de bevolkingsdichtheid was toen 491,2 inwoners per km².
De gemeente ligt aan de monding van de Adour. In de jaren 1960 werd een betonnen dijk gebouwd in Tarnos langs de Adour om de stad te beschermen tegen de zee en om verzanding van de rivier tegen te gaan.
De onderstaande kaart toont de ligging van Tarnos met de belangrijkste infrastructuur en aangrenzende gemeenten.

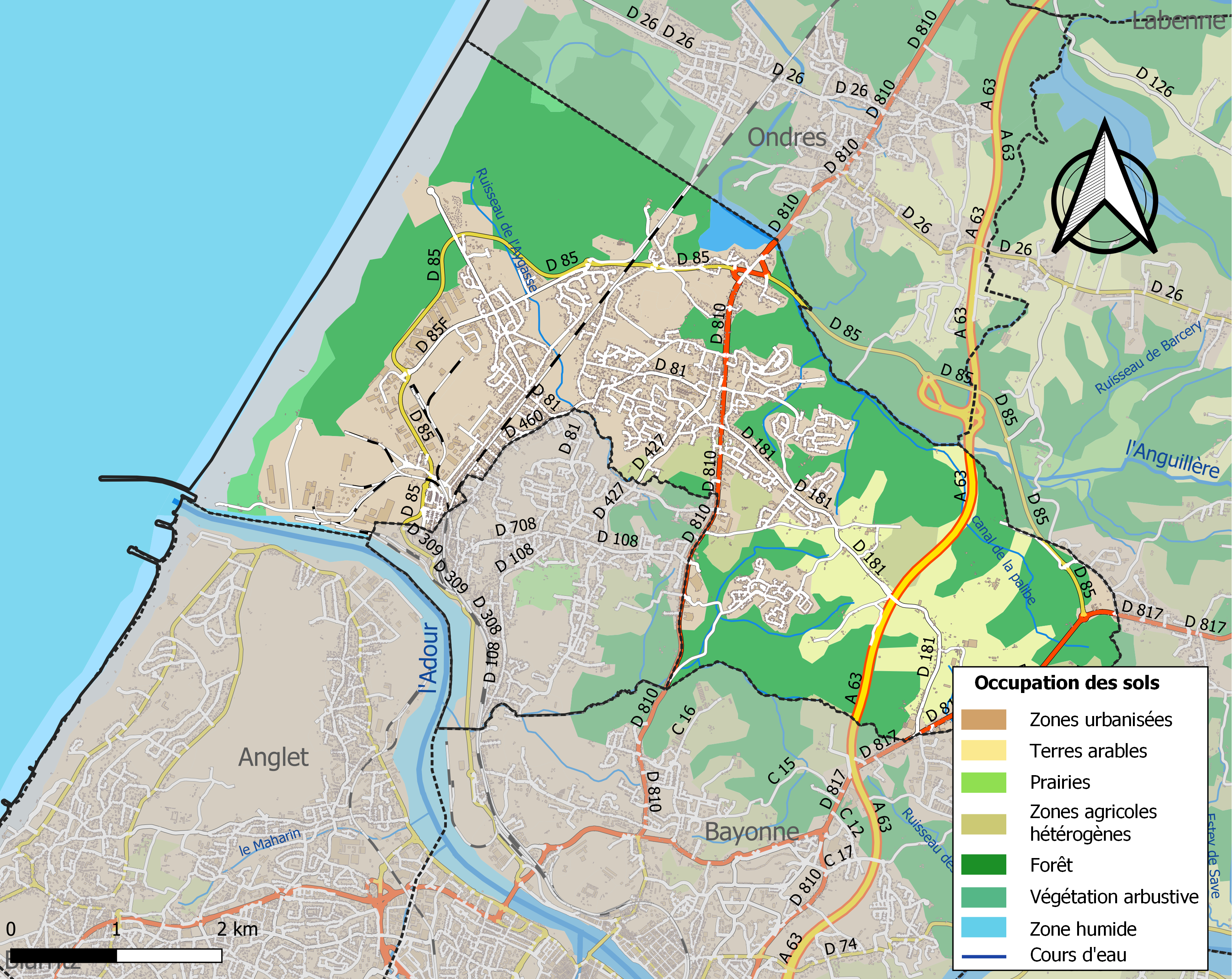

## Demografie
Onderstaande figuur toont het verloop van het inwonertal (bron: INSEE-tellingen).

## Geboren
- Dominique Arnaud (1959-2016), wielrenner